# Vad (gmina w okręgu Kluż)
Vad – gmina w Rumunii, w okręgu Kluż. Obejmuje miejscowości Bogata de Jos, Bogata de Sus, Calna, Cetan, Curtuiușu Dejului, Vad i Valea Groșilor. W 2011 roku liczyła 2008 mieszkańców.